# Spallaccio

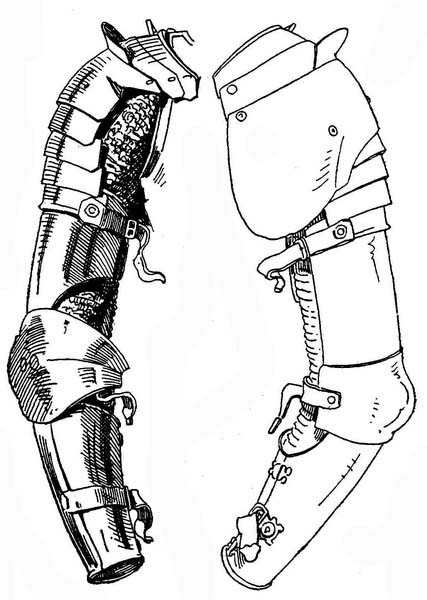
Armatura a piastre - diagramma degli apparati protettivi dell'arto superiore (dall'alto):
spallaccio, rebrace, cubitiera, vambrace.
Ill. di Wendelin Boeheim (1890).

Lo spallaccio è l'elemento dell'armatura deputato alla protezione della spalla.

## Storia
Lo spallaccio propriamente detto è elemento strutturale dell'armatura a piastre sviluppata nel corso del Medioevo la cui antichità, quindi, è "relativa".
(Grassi, Giuseppe (1817), Dizionario militare italiano, Torino, dai torchi della Vedova Pomba e Figli, v. II, p. 135.)

### Antichità
Durante l'Antichità, la panoplia dei vari popoli che si erano sviluppati in Eurasia difficilmente avevano fornito i loro guerrieri di un elemento dell'armatura specificatamente deputato alla protezione della spalla. La cotta di maglia, la tipologia di armatura più diffusa, data la sua forma (in buona sostanza, una camicia in maglia di ferro) garantiva alla spalla la medesima protezione garantita al resto del corpo. Forme di armatura più pesante, quali la lorica musculata romana (evoluzione del thorax greco, atte a proteggere primariamente il tronco, svilupparono componenti ausiliarie "pensili" in metallo e/o cuoio, gli pteruges, per garantire protezione alle parti mobili del corpo che non potevano essere immobilizzate da solide lastre metalliche: spalle, collo, ecc.

### Medioevo europeo

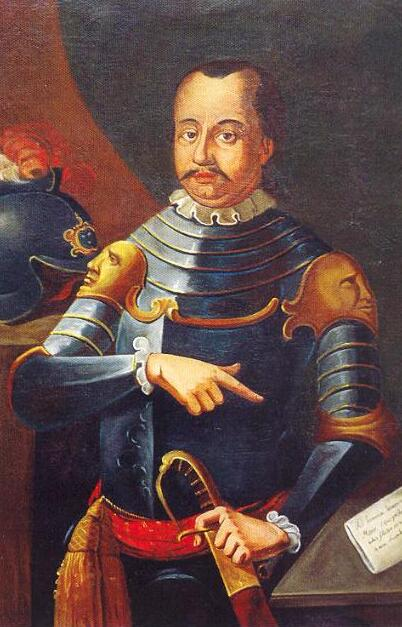
Ulrico II di Celje, nobile ungherese del XV secolo, con una armatura dotata di spallacci

In Europa, a partire dal XIII secolo, i lunghi usberghi in maglia metallica della cavalleria pesante iniziarono ad essere rinforzati da componenti di cuoio e piastra metallica su torace, avambracci e tibie. Questo processo interessò anche la spalla, per la difesa della quale svilupparono lamine articolate di metallo, tra loro rivettate, che garantissero maggior protezione senza inficiare la libertà di movimento del guerriero. Con lo sviluppo dell'armatura a piastre propriamente detta (XV secolo), lo spallaccio diventò una delle componenti che, con il rerebrace, la cubitiera ed il vambrace, garantiva all'uomo in armi sia libertà di movimento nell'uso della spada e della mazza sia protezione all'interno arto superiore.